# Cavour (porte-aéronefs)
Pour les articles homonymes, voir Cavour.
Le Cavour est un porte-aéronefs de la Marina Militare italienne entré en service en juin 2009. Il a remplacé le porte-aéronefs Vittorio Veneto. 
C'est le second plus grand bâtiment de guerre d'Europe de l'ouest après le porte-avions nucléaire français Charles-de-Gaulle, avant la mise en œuvre des nouveaux porte-aéronefs britanniques.

## Construction
La quille du porte-aéronefs Cavour a été posée le 17 juillet 2001 dans les chantiers navals de Riva Trigoso près de Sestri Levante par la société Fincantieri. Le 20 juillet 2004, le navire fut lancé pour être commissionné le 27 mars 2007. Il entre en service en 2009 et devient le nouveau navire amiral de la flotte italienne.
Selon une journaliste, Véronique Sartini, il a remplacé en 2020, le porte-aéronefs Giuseppe Garibaldi qui n'aura pas la capacité de mettre en œuvre les futurs F-35B commandés. Néanmoins, cette affirmation semble contredite par la construction depuis 2017, d'un nouveau porte-aéronefs, le Trieste, qui remplacera le Garibaldi..

## Caractéristiques

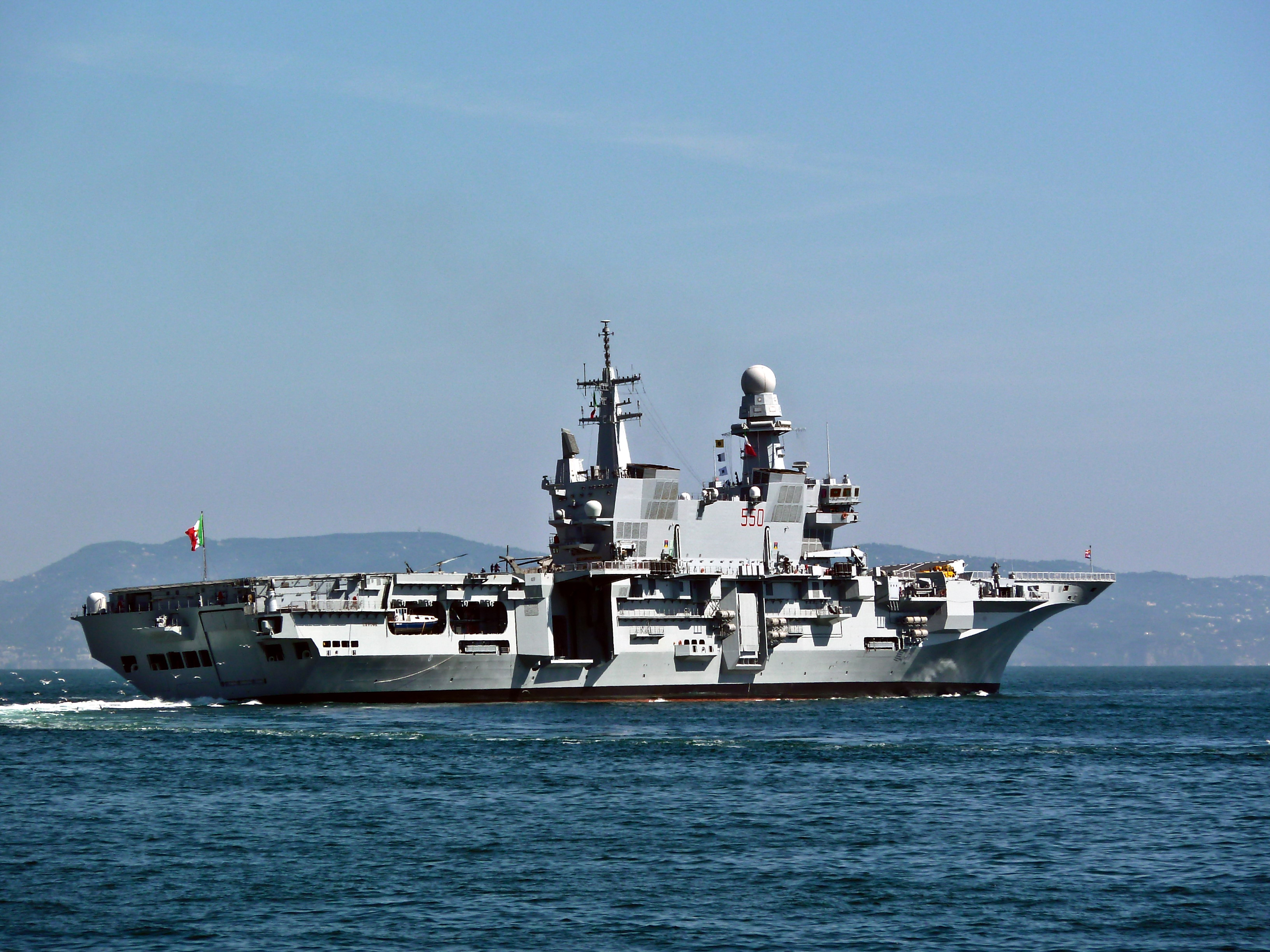
Le Cavour manœuvre dans le golfe de Naples

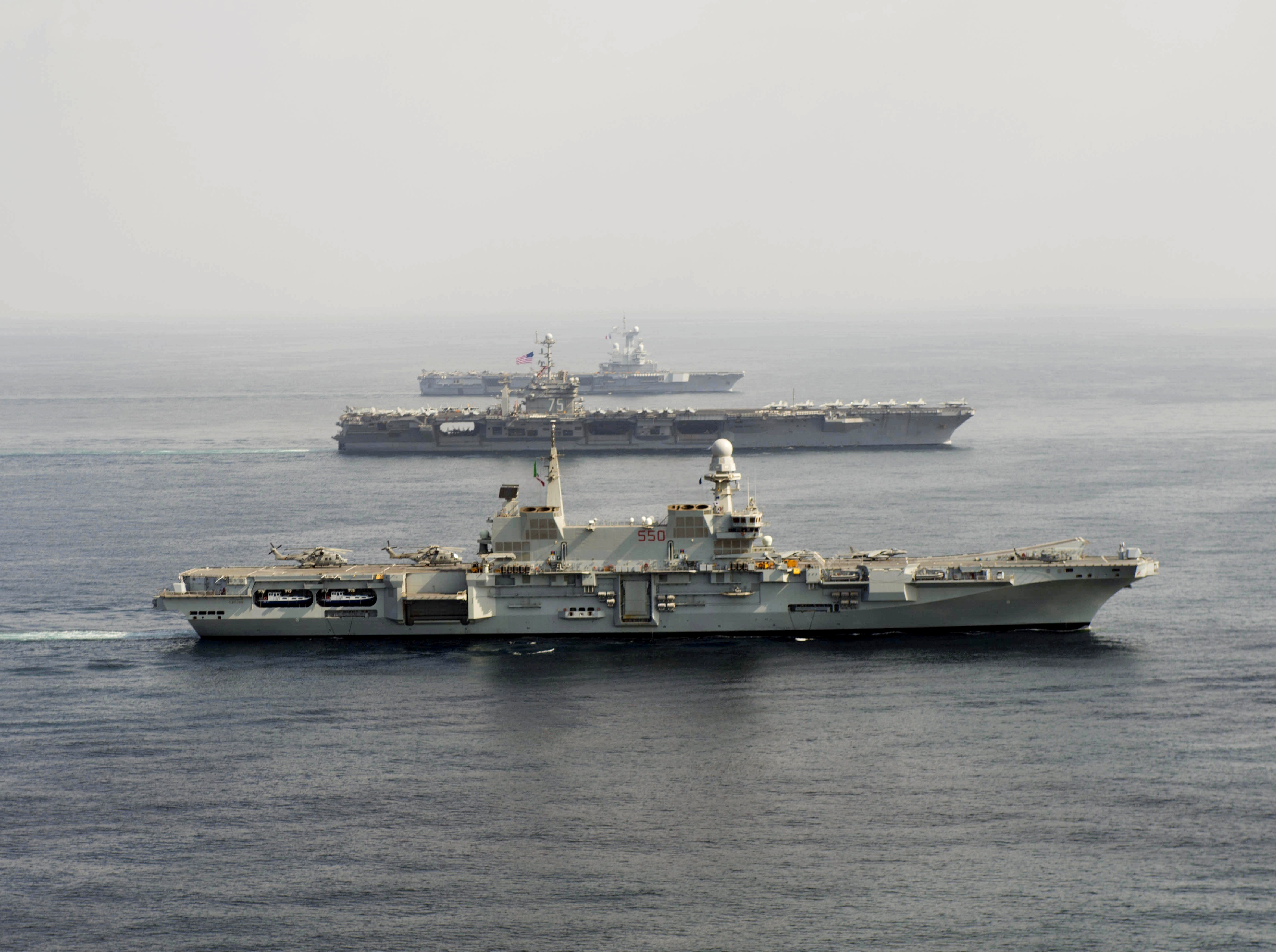
Le Cavour opère avec le (au centre) et le Charles de Gaulle (au fond).

Ce porte-aéronefs remplit des fonctions de commandement d'opérations aériennes et de transport de matériel lourd. De plus, le Conte di Cavour en tant que navire d'assaut amphibie peut déployer les 325 membres de l'infanterie de marine présents à bord grâce à ses quatre engins de débarquement LCVP.
Le Cavour emporte au maximum vingt-deux aéronefs. Cependant comme son hangar aéronautique est limité, la dotation standard est de 12 avions d'attaque au sol AV-8B Harrier II puis F-35B à partir de 2021, trois hélicoptères AgustaWestland EH101 pour la lutte ASM, antisurface, et transport et un hélicoptère Agusta-Bell AB.212 pour les missions de sauvegarde dites "pedro" pendant les manœuvres aériennes. Un hangar de 2 500 m2 lui permet le transport de 24 chars Ariete (ou 50 véhicules de combat d'infanterie Dardo). Mais ces véhicules ne peuvent être déployés que sur un quai, car le radier inondable trop petit ne permet pas l'emport de chaland de débarquement.
Il dispose de deux canons de calibre 76mm Oto Melara 76/62 contre des avions ou navires, de trois canons Oto Melara KBA 25/80 de 25 mm contre des embarcations légères, associés à deux radars de conduite de tir NA-25 XP, et de 4 fois 8 missiles ASTER 15 contre des avions, associés à un radar de conduite de tir SPY-790 EMPAR, un radar de veille air RAN-40L lui permettant de contrôler un espace aérien de 300 km autour de lui, un radar de veille surface SPS-791, un radar de navigation SPN-753, un système de veille infrarouge SASS, un sonar d'étrave SNA-2000 pour la détection des mines, et deux lance-leurres de contre-mesures anti-torpilles SLAT.

## Carrière opérationnelle
En 2024 il forme le groupe aéronaval italien CSG qui patrouille dans l'océan Pacifique, le CSG participe entre le 27 août et le 2 septembre à l'exercice Noble Raven 24.

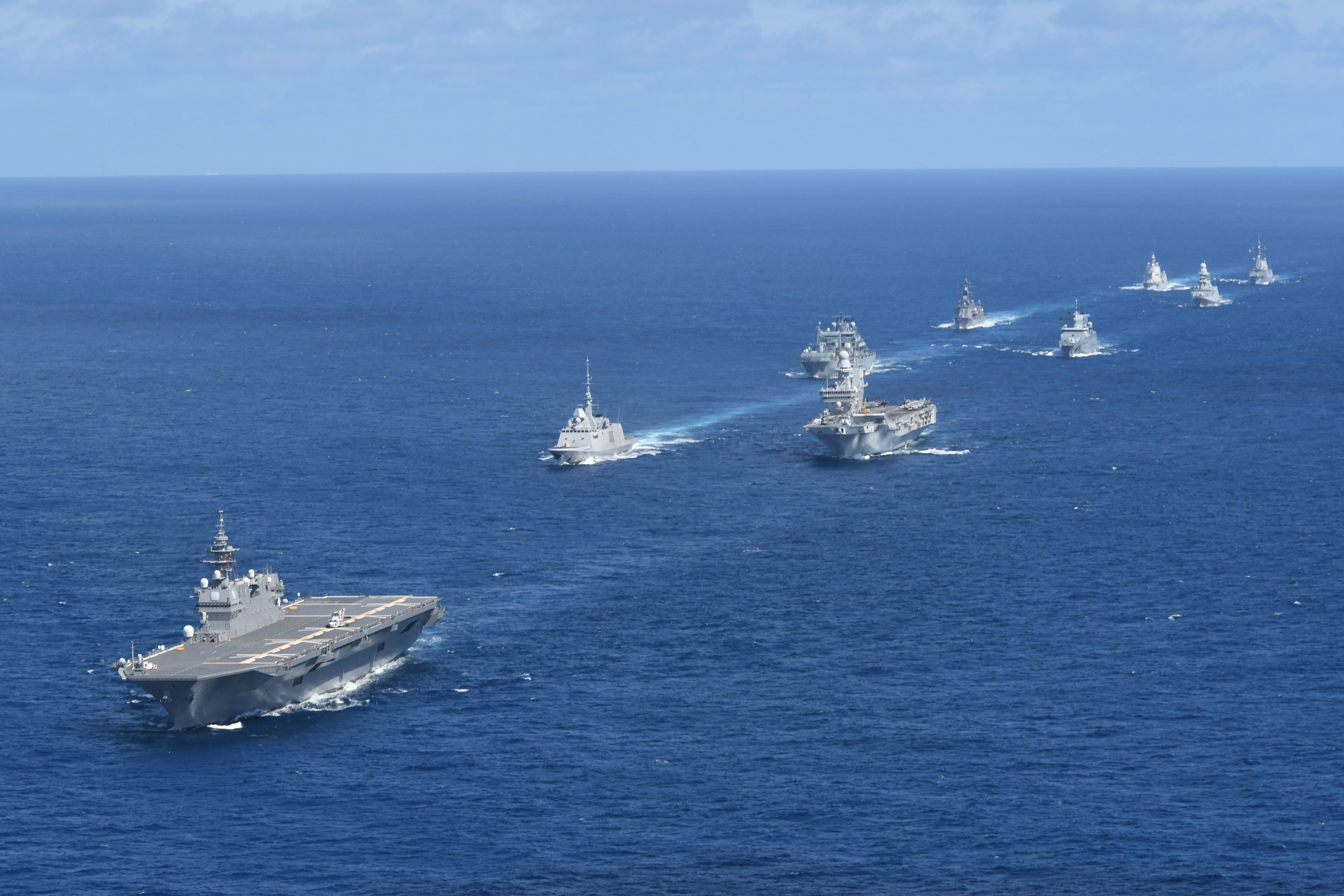
Lors de Noble Rave24 avec les marines : française Bretagne (frégate), italienne Alpino (F594), allemande Frankfurt Am Main (A-1412), autralienne, japonaise JDS Izumo